# Joseph Holbrooke
Joseph Holbrooke (Croydon, 5 juli 1878 - Londen, 2 augustus 1958) was een Engels pianist, dirigent en componist.

## Biografie
Holbrooke was de zoon van de musicus J.C. Holbrooke, die hem het eerste muziekonderricht gaf. Hij was sinds 1893 in Londen leerling van F. Corder. Hij zette in Engeland de Berlioz-Strauss-traditie voort. Edgar Allan Poe's werken inspireerden hem tot meer dan dertig composities, thans goeddeels vergeten.
Joseph Holbrooke is het prototype van een behoorlijk getalenteerde musicus die niet aan de bak kon komen als componist maar die toch op een of andere manier moest zien rond te komen. Hij begon daarom als pianist in een theater:  music hallpianist. Rond 1900 probeerde hij zich te vestigen als componist en begon hij te componeren in laat-romantische stijl. Kort voor het uitbreken van de Eerste Wereldoorlog leek het erop dat hij daarin naam zou gaan maken. Maar dat was slechts van korte duur. Zijn stijl werd al heel snel als passé beschouwd.
De beroemde dirigent Sir Thomas Beecham heeft nog wel wat concertwerken van Holbrooke uitgevoerd en er werden wat opera’s van hem uitgevoerd. Opera’s, helemaal in de stijl van Wagner geschreven, wat hem de bijnaam ‘Cockney Wagner’ opleverde. Dat gebeurde allemaal in de jaren twintig.
Na de Tweede Wereldoorlog was hij als componist compleet vergeten en werd er praktisch niets meer van hem uitgevoerd.

## The Song Of Gwynn-Ap-NuddOp.52 (Pianoconcert Nr.1)
Zijn meest succesvolle stuk is het eerste pianoconcert met als titel The Song Of Gwynn-Ap-Nudd, geschreven in 1908. Het is gebaseerd op een gedicht, een legende uit Wales, van Lord Howard de Walden, gepubliceerd onder het pseudoniem T.E. Ellis.
De muziek beeldt het hele gedicht uit in de vorm van een pianoconcert. Het was niet het eerste stuk voor piano en orkest van Holbrooke. In 1901 had Holbrooke Poème voor piano en orkest al geschreven en in 1902 een pianoconcert getiteld Dramatique. The Song Of Gwynn Ap Nudd is geregeld uitgevoerd. Er bestaat zelfs een 78-toeren plaat waarop Holbrooke het stuk zelf speelt.
Het concert bestaat uit 3 delen: Allegro – Adagio – Allegro. Elk deel is weer onderverdeeld in verschillende gedeeltes die te maken hebben met de strofen van het gedicht. Het gedicht is gebaseerd op King Lear van Shakespeare. Zonder kennis te hebben van het gedicht blijft het een gewoon pianoconcert van iets meer dan een half uur.

## Lijst van composities (selectie)
- The Raven [Poem No.1], Op.25 (1899–1900, herzien in 1903) (aanvankelijk ingedeeld als Op.19)
- The Viking [Poem No.2], Op.32 (1901, herzien in 1912) (aanvankelijk ingedeeld als Poem No.3)
- Ulalume [Poem No.3], Op.35 (aanvankelijk ingedeeld als Poem No.4)
- Byron, op. 39 (aanvankelijk ingedeeld als Poem No. 6)
- Three Blind Mice, Symphonic variations on an old English Air, Op.37 (1900) (aanvankelijk ingedeeld als Op.40)
- Dylan, fantasie, Op.53a (1910) [gebaseerd op muziek uit de opera Dylan, Op.53
- Saxofoonconcert, Op.88
- 9 symfonieën, w.o. Symfonie Nr.4 in B-mineur, Homage to Schubert, Op.95 (1928, herzien in 1933 en 1943)
- Amontillado, dramatische overture, Op.123 (1935)
- The Pit and the Pendulum, fantasie, Op.126 (1929)
- Celloconcert, Op. 103 The Cambrian

- Bibliothèque nationale de France: cb13895273s (data)
- Gemeinsame Normdatei: 10390400X
- International Standard Name Identifier: 0000 0000 8133 3026
- Library of Congress Control Number: n86134498
- MusicBrainz: bbe20144-0cba-402b-bfb5-1d00df5770ac
- Nationale Bibliotheek van Tsjechië: xx0064060
- Nationale Bibliotheek van Israël: 987007299605205171
- Nederlandse Thesaurus van Auteursnamen: 138493871
- SNAC: w6c82nff
- Système universitaire de documentation: 164503382
- Trove: 1051016
- Virtual International Authority File: 54332716
- WorldCat: E39PBJt43Dg3HfYxxrJ7Br9hpP